# Eri Utsunomiya
Eri Utsunomiya (jap. 宇都宮絵莉, Utsunomiya Eri; * 11. April 1993) ist eine japanische Hürdenläuferin, die sich auf die 400-Meter-Distanz spezialisiert und auch im Siebenkampf an den Start geht.

## Sportliche Laufbahn
Erste internationale Erfahrungen sammelte Eri Utsunomiya bei den Asienmeisterschaften 2015 in Wuhan, bei denen sie mit 5171 Punkten den siebten Platz im Siebenkampf belegte. Zwei Jahre später wurde sie bei den Asienmeisterschaften in Bhubaneswar mit 5586 Punkten Fünfte. Im Jahr darauf nahm sie im Hürdenlauf an den Asienspielen in Jakarta teil und wurde dort in 58,97 s Sechste. Zudem belegte sie mit der japanischen 4-mal-400-Meter-Staffel den sechsten und mit der gemischten Staffel den fünften Platz. Anfang September erreichte sie beim Leichtathletik-Continentalcup in Ostrava in 58,92 s den achten Rang. Bei den Asienmeisterschaften 2019 in Doha belegte sie in 57,38 s den vierten Platz und 2023 gewann sie bei den Asienmeisterschaften in Bangkok in 57,73 s die Silbermedaille hinter der Philippinerin Robyn Brown. Anschließend schied sie bei den Weltmeisterschaften in Budapest mit 57,98 s in der ersten Runde aus.
2018 wurde Utsunomiya Japanische Meisterin im 400-Meter-Hürdenlauf. Sie absolvierte ein Studium für Kinderbetreuung an der Sonoda Women’s University in Amagasaki.

## Persönliche Bestleistungen
- 400 m Hürden: 56,50 s, 9. Mai 2021 in Tokio
- Siebenkampf: 5821 Punkte, 22. April 2018 in Tokio